# Жан Фреше
Жан Фреше (фр. Jean M.J. Fréchet; 19 серпня 1944, Бургундія Франція) — американський учений-хімік. Праці в основному присвячені органічному синтезу, хімії полімерів, нанотехнології.
У 1972 році здобув ступінь доктора філософії у Сиракузькому університеті (США).
У 1973—1987 роках працював в Оттавському університеті, в 1987—1997 роках працював у Корнелльському університеті. З 1997 року працює у Каліфорнійському університеті в Берклі. Також працює в Науково-технологічному університеті імені короля Абдалли з 2010 року.
Є 12-м найцитованішим хіміком в 1992—2002 роках та 10-м найцитованішим хіміком у 2000—2010 роках У 2011 році був 18-м найцитованішим з нині живих хіміків (індекс Хірша = 111).

## Нагороди та визнання
- 1983: IUPAC Нагорода Національного комітету Канади
- 1986: Polymer Society of Japan Lecture Award
- 1986: Американське хімічне товариство, премія Дуліттла у галузі полімерних матеріалів
- 1987: IBM професор хімії полімерів
- 1994: Американське хімічне товариство, Кооперативна наукова премія у галузі полімерів
- 1995: Peter J. Debye Chair of Chemistry, Cornell University, NY
- 1996: Американське хімічне товариство, ACS Премія у галузі прикладної полімерної науки
- 1999: Товариство прикладної науки та техніки, меморіальна нагорода Косара
- 2000: Мирон Л. Бендер і Мюріель С. Бендер Визначні літні лекції
- 2000: Американське хімічне товариство, ACS Премія з хімії полімерів
- 2000: член Національної академії наук США
- 2000: член Американської асоціації сприяння розвитку науки
- 2000: член відділу PMSE Американського хімічного товариства
- 2000: член Національної інженерної академії США
- 2000: Американська академія мистецтв і наук
- 2001: Американське хімічне товариство, премія Коупа
- 2001: American Chemical Society, Salute to Excellence Award
- 2002: Доктор (Honoris causa), Університет Ліона I, Франція
- 2003: Henry Rapoport Chair of Organic Chemistry, University of California, Berkeley
- 2004: Доктор університету, Університет Оттави, Канада
- 2005: Chemical Communications 40th Anniversary Award
- 2005: Премія Есселена з хімії
- 2006: Медаль Macro Group UK (спільно Королівське товариство хімії та товариство хімічної промисловості) за видатні досягнення у галузі хімії високомолекулярних сполук
- 2007: Премія імені Артура Коупа (нагорода Американського хімічного товариства за видатні досягнення у галузі органічної хімії)
- 2007: Премія Діксона[en] з науки, Університет Карнегі-Меллона
- 2008: D.Sc. (Honoris Causa), Ліверпульський університет, Велика Британія
- 2009: Премія Германа Марка, Американське хімічне товариство.
- 2009: Премія Карозерса за «Видатний внесок та досягнення у галузі промислового застосування хімії».
- 2009: Товариство полімерної науки Японії, міжнародна премія
- 2009: Меморіальна премія Аруна Гатіконда, Колумбійський університет.
- 2009: Золота медаль Нагої
- 2009: член Європейської Академії
- 2010: член Американського хімічного товариства
- 2010: University of California Department of Chemistry Teaching Award
- 2010: Міжнародна премія Товариства полімерної науки Японії
- 2010: Медаль Еразмуса Європейської Академії
- 2010: Grand Prix de la Maison de la Chimie (Paris)
- 2013: Премія Японії
- 2019: Міжнародна премія короля Фейсала[8]